# کاس هولمن

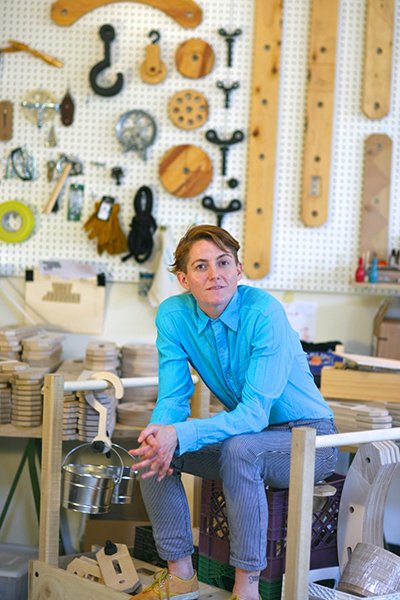
کاس هولمن

کاس هولمن (متولد ۱۹۷۴) یک طراح اسباب بازی پیشرو و برجسته‌ی آمریکایی است. او برای طراحی اسباب‌بازی‌هایی که بر تقویت و پرورش خلاقیت از طریق بازی‌های بدون ساختار و خارج از چهارچوب تأکید دارند، شهرت دارد.
مجموعه بازی‌ها و اسباب بازی‌های اشتراکی ریگاماجیک (Rigamajic) هولمن، که به عنوان یک بازی سفارشی برای High Line Park در سال ۲۰۱۱ ساخته شد، در  برنامه‌ی آموزشی مدارس و مناطق بازی موزه‌ها در سطح بین‌المللی گنجانده شده‌است. او که پیش از این استاد دانشگاه سیراکیوز بود، در حال حاضر استاد دانشکده طراحی رود آیلند و مؤسس و طراح اصلی شرکت اسباب‌بازی Heroes Will Rise است.
هولمن موضوع قسمتی از مجموعه نتفلیکس انتزاعی: هنر طراحی با عنوان «کاس هولمن: طراحی برای بازی» است که بر فلسفه‌های طراحی او تمرکز دارد.